# Andalúziai kutya
Az Andalúziai kutya (eredeti cím: Un chien andalou) 1929-ben bemutatott francia film, melyet Luis Buñuel és Salvador Dalí közösen írt és forgatott. Az első szürrealista filmként tartják számon. A főszerepet Simone Mareuil és Pierre Batcheff játssza.

## Történet
A film hamisítatlan szürrealista filmalkotás, cselekménye nehezen követhető és értelmezhető. Az első snittben egy férfit (Luis Buñuel) látunk, aki egy borotvát fen, majd átmegy a szomszédos szobába és egy nőnek felvágja a bal szemét. További szürreális jelenetek következnek, amelyeknek hétköznapi szemmel nézve nincs közük egymáshoz: egy férfinek hangyák másznak ki a tenyeréből, az úton egy kislányt, aki egy kezet tart, elüt egy autó, egy férfi két zongorát húz maga után, melyeken külön-külön egy döglött szamár látható, előttük pedig két pap van (az egyiket Dalí játssza). A film végén a két főszereplő boldogan sétál a tengerparton, de a végső kép már a homokba ásva és látszólag halottnak mutatja őket. A jelenetek időben változnak (Nyolc év múlva, Reggeli három óra körül, Tizenhat évvel ezelőtt, Tavasszal), de ugyanazokról a személyekről szólnak.

## Szereplők
- fiatal lány – Simone Mareuil
- férfi – Pierre Batcheff

A további szereplők a stáblistán nincsenek feltüntetve:
- férfi a bevezetőben – Luis Buñuel
- szeminarista – Salvador Dalí
- fiatal férfi – Robert Hommet
- szeminarista – Marval
- hermafrodita – Fano Messan
- kövér szeminarista – Jaume Miravitlles

## A film születése
Buñuel Dalínál vendégeskedett Figueresban. Az álmaikról beszélgettek: Buñuel egy borotváról álmodott, mely belevágott egy szemgolyóba, Dalí pedig arról, hogy hangyák másznak egy kézben. Dalí felvetette, hogy az álomképeket felhasználva készítsenek egy filmet. Buñuelt először meglepte az ötlet, de végül nekiláttak a megvalósításának. A forgatókönyv nem egészen egy hét alatt készült el. Buñuel az önéletrajzában azt írja, hogy a forgatókönyv írása során egy szempontot tartottak szem előtt: „[...] egyetlen olyan ötletet, egyetlen olyan képet sem vehetünk be, melyet racionális, pszichológiai vagy kulturális alapon meg lehet magyarázni. Szabad teret kell engednünk az irracionálisnak. Csak olyan képet szabad elfogadnunk, amely minden magyarázható ok nélkül lenyűgöz bennünket.” Úgy vélte, hogy egy provokatív mű van készülőben, melynek finanszírozását senki nem fogja vállalni. Ezért édesanyjától kért pénzt, hogy a filmet maga gyárthassa le. A filmet 1928 márciusában két hét alatt Párizsban és Le Havre-ban vették fel. A színészek nem tudták pontosan, hogy mit forgatnak, a jelenetekhez Buñuel metaforikus instrukciókat adott. Dali az utolsó napokban csatlakozott a stábhoz: segédkezett a forgatás során, valamint a film egyik jelenetében is szerepelt.
Buñuel a forgatás után ismerkedett össze Man Rayjel és Louis Aragonnal, akik a szürrealisták csoportjához tartoztak. Man Ray éppen A kastély titka című nemrég befejezett dokumentumfilmjéhez keresett kísérőfilmet. Buñuel beszámolt elkészült filmjéről, melyről úgy vélte, hogy „bizonyos szempontból szürrealistának mondható.” Ray és Aragon megnézték az Andalúzia kutyát és a film nyilvános vetítését javasolták. A bemutatóra 1929-ben a Studio des Ursulines-ben került sor, melyen részt vett a szürrealisták csoportja mellett a kor számos ismert festője és írója is. A bemutató alatt Buñuel a vetítővászon mögött gramofonról játszott argentin tangókat és részleteket Wagner Trisztán és Izoldájából a filmhez. Eme zenei részleteket 1960-ban Buñuel felhasználta a film zenéjének elkészítéséhez.